# Anna Mary Robertson Moses
Anna Mary Robertson Moses (7 de septiembre de 1860 - 13 de diciembre de 1961), más conocida como "Abuela Moses" (del inglés "Grandma Moses"), fue una renombrada artista folclórica estadounidense. Es a menudo citada por haber comenzado la carrera en las artes a una edad avanzada.

## Reseña biográfica
La abuela Moses nació en 1860 y vivió en la época de la Guerra de Secesión y ambas guerras mundiales. Moses fue una de los 10 hijos de un agricultor. A los 12 años de edad fue contratada en una granja, a los veinte años se casó con Tomás Salmón Moisés, que también era un trabajador contratado. Fueron alquilando varias granjas hasta comprar una. Moses y Tomás tuvieron diez hijos, pero cinco de ellos murieron cuando eran bebés. Falleció el 13 de diciembre de 1961 a los 101 años de edad, pintando el último año de su vida 25 imágenes.

## Pintura
Comenzó a pintar a sus setenta años, después de abandonar su carrera en bordado a causa de la artritis. En 1938, Louis J. Caldor, un coleccionista, descubrió su pintura en un supermercado en Hoosick Falls, Nueva York. En 1939 un distribuidor de arte, Otto Kallir, exhibió algunos de sus trabajos en la Galerie Saint-Etienne en Nueva York. Esto llamó la atención de los coleccionistas de arte de todo el mundo, y sus cuadros se hicieron muy codiciados. Pasó a exponer su trabajo en toda Europa y en Japón, donde su labor fue especialmente bien recibida. Continuó su prolífica producción de pinturas, cuya demanda no disminuría durante su vida. La abuela Moses pintó sobre todo escenas de vida rural. Algunas de sus muchas pinturas fueron usadas sobre las cubiertas de las tarjetas de Hallmark. 

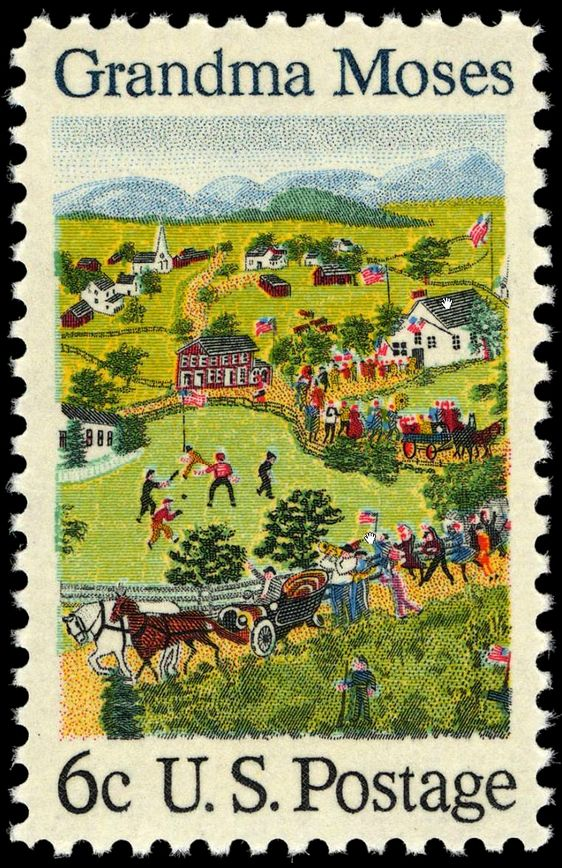
Sello conmemorativo de Grandma Moses (1969)

En 1946 su pintura The Old Checkered Inn in Summer se presentó en el fondo de una campaña nacional de publicidad para las mujeres jóvenes del brillo de labios Primitive Red by Du Barry cosméticos. 
El presidente Harry S. Truman le presentó el trofeo "Women's National Press Club" por el logro excepcional en el arte en 1949, y en 1951 actuó en See It Now, un programa de televisión auspiciado por Edward R. Murrow. En 1952 publicó su autobiografía titulada Grandma Moses: My Life's History (Abuela Moses: La historia de mi vida). 
En su 100° aniversario, en 1960, el gobernador de Nueva York, Nelson Rockefeller, proclamó el día: "Grandma Moses Day" en su honor.

## Legado
Una pieza de 1942, The Old Checkered House, 1862 fue evaluado a los Memphis 2004 Antiques Roadshow. La pintura es una escena de verano en Ginebra, Nueva York, no tan común como sus paisajes de invierno. Originalmente comprados en la década de 1940 por menos de $ 10, a la pieza se le asignó un valor de seguro de $ 60000 por el tasador Alan Fausel.
Otra de sus pinturas, Fourth of July (Cuatro de Julio) fue pintada en honor al presidente Eisenhower, que todavía hoy se exhibe en la Casa Blanca. 
El nombre del personaje de "Abuela Moses" en la popular comedia de 1960 en la serie de televisión rural The Beverly Hillbillies es en su homenaje.